# ميجان روبرتس
ميجان روبرتس هي لاعبة جمباز فني كندية، ولدت في 21 نوفمبر 2000 في تورونتو في كندا.